# Sládkova stráň
Sládkova stráň je přírodní památka vyhlášená v roce 1987, která se nachází u obce Dobřichov. Důvodem ochrany je lokalita vzácných rostlin, hlavně vstavačovitých. V oblasti roste mj. bradáček vejčitý (Listera ovata), vstavač kukačka (Orchis morio) a prvosenka jarní (Primula veris).